# هاري ديفيس
هاري ديفيس (بالإنجليزية: Harry Davis)‏ (1 نوفمبر 1879 بإنجلترا في المملكة المتحدة - 19 أكتوبر 1945) هو لاعب كرة قدم بريطاني (وحمل سابقاً جنسية المملكة المتحدة لبريطانيا العظمى وأيرلندا) في مركز جناح ‏. شارك مع منتخب إنجلترا لكرة القدم. أما مع النوادي، فقد لعب مع شيفيلد وينزداي ونادي بارنسلي.

## وصلات خارجية
- هاري ديفيس على موقع ناشيونال فوتبول تيمز (الإنجليزية)